# Stygiomysis cokei
Stygiomysis cokei is een kreeftachtigensoort uit de familie van de Stygiomysidae. De wetenschappelijke naam van de soort is voor het eerst geldig gepubliceerd in 1996 door Kallmeyer & Carpenter.